# Resolutie 398 Veiligheidsraad Verenigde Naties
Resolutie 398 van de Veiligheidsraad van de Verenigde Naties werd op 30 november 1976 aangenomen door twaalf leden van de VN-Veiligheidsraad. De leden Benin, China en Libië namen niet deel aan de  stemming. De resolutie verlengde de UNDOF-waarnemingsmacht in de Golanhoogten met een half jaar.

## Achtergrond
Volgend op de Jom Kipoeroorlog kwamen Israël en Syrië in twee akkoorden overeen om de wapens neer te leggen. De VN stuurden een waarnemingsmacht naar de regio om op de uitvoer van de akkoorden toe te zien. Tijdens de oorlog bezette Israël de Golanhoogten, die het in 1981 annexeerde.

## Inhoud
De Veiligheidsraad had het rapport van secretaris-generaal Kurt Waldheim over de VN-waarnemingsmacht overwogen.
De Veiligheidsraad bemerkte de inspanningen om duurzame vrede te bewerkstelligen in het Midden-Oosten en de dringende nood om die inspanningen voort te zetten en te vergroten.
De Veiligheidsraad was bezorgd over de spanningen in de regio.
De Veiligheidsraad besloot:
a. de partijen op te roepen onmiddellijk resolutie 338 uit te voeren;
b. het mandaat van de VN-waarnemingsmacht voor een periode van zes maanden te vernieuwen, tot 31 mei 1977;
c. de secretaris-generaal te vragen tegen dan een rapport over de ontwikkeling van de situatie en de uitvoering van resolutie 338 in te dienen.

## Verwante resoluties
- Resolutie 390 Veiligheidsraad Verenigde Naties
- Resolutie 396 Veiligheidsraad Verenigde Naties
- Resolutie 408 Veiligheidsraad Verenigde Naties
- Resolutie 416 Veiligheidsraad Verenigde Naties

Lijst ·  385 ·  386 ·  387 ·  388 ·  389 ·  390 ·  391 ·  392 ·  393 ·  394 ·  395 ·  396 ·  397 ·  398 ·  399 ·  400 ·  401 ·  402